# Collegio uninominale Abruzzo - 01 (Camera dei deputati 2020)
Il collegio elettorale uninominale Abruzzo - 01 è un collegio elettorale uninominale della Repubblica Italiana per l'elezione della Camera dei deputati.

## Territorio
Come previsto dalla legge n. 51 del 27 maggio 2019, il collegio è stato definito tramite decreto legislativo all'interno della circoscrizione Abruzzo.
È formato dal territorio dell'intera provincia di Chieti (104 comuni).
Il collegio è parte del collegio plurinominale Abruzzo - 01.

## Eletti
| Elezione | Elezione | Deputato       | Partito |
| -------- | -------- | -------------- | ------- |
|          | 2022     | Alberto Bagnai | Lega    |

## Dati elettorali

### XIX legislatura
Come previsto dalla legge elettorale, 147 deputati sono eletti con sistema a maggioranza relativa in altrettanti collegi uninominali a turno unico.
| Candidati                                 | Candidati                | Voti    | %     | Liste                                 | Voti    | %     |
| ----------------------------------------- | ------------------------ | ------- | ----- | ------------------------------------- | ------- | ----- |
|                                           | Alberto Bagnai ✔️ Eletto | 83 176  | 45,90 | Fratelli d'Italia                     | 47 827  | 26,39 |
| Forza Italia                              | Alberto Bagnai ✔️ Eletto | 83 176  | 45,90 | 19 848                                | 10,95   |       |
| Lega per Salvini Premier                  | Alberto Bagnai ✔️ Eletto | 83 176  | 45,90 | 14 363                                | 7,93    |       |
| Noi moderati/Lupi - Toti - Brugnaro - UDC | Alberto Bagnai ✔️ Eletto | 83 176  | 45,90 | 1 138                                 | 0,63    |       |
|                                           | Elisabetta Merlino       | 40 093  | 22,13 | Partito Democratico-IDP               | 30 441  | 16,80 |
| Alleanza Verdi e Sinistra                 | Elisabetta Merlino       | 40 093  | 22,13 | 4 867                                 | 2,69    |       |
| +Europa                                   | Elisabetta Merlino       | 40 093  | 22,13 | 3 477                                 | 1,92    |       |
| Impegno Civico - Centro Democratico       | Elisabetta Merlino       | 40 093  | 22,13 | 1 308                                 | 0,72    |       |
|                                           | Carmela Grippa           | 36 896  | 20,36 | Movimento 5 Stelle                    | 36 896  | 20,36 |
|                                           | Gaetano Luigi Fuiano     | 11 020  | 6,08  | Azione - Italia Viva - Calenda        | 11 020  | 6,08  |
|                                           | Gianni Correggiari       | 3 578   | 1,97  | Italexit                              | 3 578   | 1,97  |
|                                           | Amanda De Menna          | 2 740   | 1,51  | Unione Popolare                       | 2 740   | 1,51  |
|                                           | Nobile Dell'Orefice      | 2 083   | 1,15  | Italia Sovrana e Popolare             | 2 083   | 1,15  |
|                                           | Donato Trovarelli        | 799     | 0,44  | Vita                                  | 799     | 0,44  |
|                                           | Elena Toniato            | 581     | 0,32  | Alternativa per l'Italia (PdF - Exit) | 581     | 0,32  |
|                                           | Edda Giuberti            | 233     | 0,13  | Sud chiama Nord                       | 233     | 0,13  |
| Totale                                    | Totale                   | 181 199 | 100   |                                       | 181 199 | 100   |
|                                           |                          |         |       |                                       |         |       |
| Schede bianche                            | Schede bianche           | 4 125   | 2,16  |                                       |         |       |
| Schede nulle                              | Schede nulle             | 5 679   | 2,97  |                                       |         |       |
| Votanti                                   | Votanti                  | 191 003 | 62,54 |                                       |         |       |
| Elettori                                  | Elettori                 | 305 422 |       |                                       |         |       |